# انباشت بخار شیمیایی با لیزر
انباشت بخار شیمیایی با لیزر (انگلیسی: Laser chemical vapor deposition) در این فرایند از لیزر برای گرم کردن لکه‌ها یا خطوط روی یک بستر در کاربردهای نیمه‌هادی استفاده می‌شود. در MEMS و در تولید الیاف، از لیزرها به سرعت برای تجزیه گاز پیش ساز استفاده می‌شود - دمای فرایند می‌تواند از ۲۰۰۰ درجه سانتیگراد فراتر رود.